# HMS Rhyl (F129)
La HMS Rhyl (F129) de la Royal Navy fue una fragata de la clase Rothesay. Fue puesta en gradas en 1958, botada en 1959 y asignada en 1960. Fue retirada en 1983 y hundida como objetivo en 1985.

## Historia
La fragata Rhyl integró la clase Rothesay, ordenada en 1955, que comprendía a otras ocho unidades: Yarmouth, Lowestoft, Brighton, Rothesay, Londonderry, Falmouth, Berwick y Plymouth.
Construida en HMNB Portsmouth, fue puesta en gradas el 29 de enero de 1958, botada el 23 de abril de 1959 y asignada el 31 de marzo de 1960.
Tenía una eslora de 2560 t de desplazamiento, 112,7 m de eslora, 12,5 m de manga y 3,9 m de calado; propulsión de dos turbinas de engranajes (potencia 30 000 shp, velocidad 29 nudos); 1 lanzador (1×4) Sea Cat, 2 cañones de 115 mm, 2 cañones de 40 mm, 1 mortero antisubmarino (1×3) y 12 tubos lanzatorpedos de 533 mm.
La fragata Rhyl causó baja en 1983 y fue hundida como barco objetivo dos años más tarde.